# П'єр Маньоль

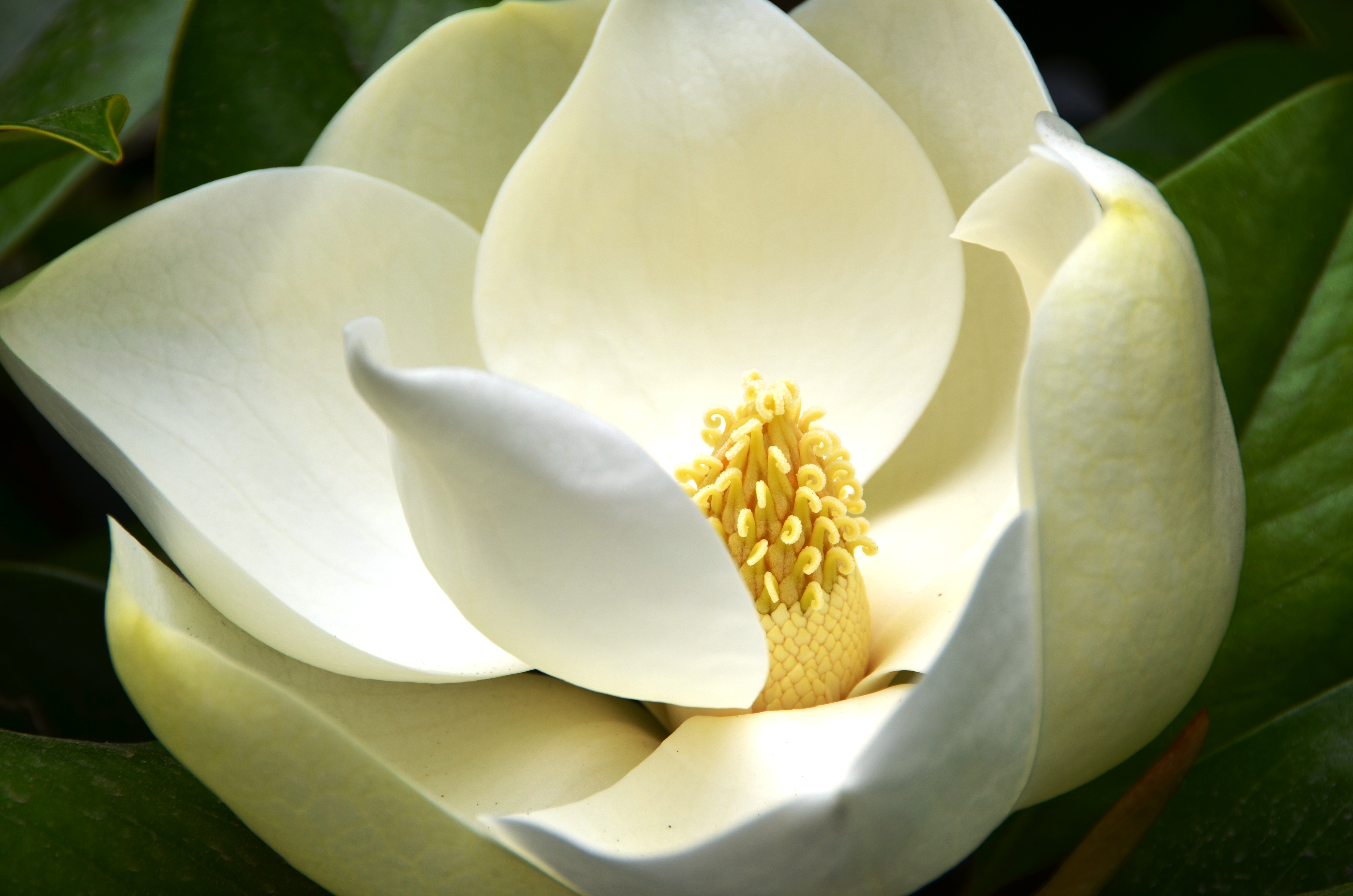
Magnolia grandiflora з роду Магнолія, названого на честь П.Маньоля

П'єр Маньоль (фр. Pierre Magnol, 8 червня 1638 — 21 травня 1715) — французький ботанік.
Народився у Монпельє, де жив та працював більшу частину життя. Наприкінці життя він став професором ботаніки та директором Королівського ботанічного саду у Монпельє та навіть протягом нетривалого часу обіймав посаду академіка у Королівській академії наук у Парижі.
Роботи Маньоля в області ботанічної систематики мають велике значення. Він першим ввів у вживання категорію родини та одним із перших намагався розробити природну класифікацію рослин. Оскільки всі роботи Маньоля вийшли у світ до 1 травня 1753 року, назви рослин, запропоновані ним, непридатні для використання у ботанічній номенклатурі.

## Молоді роки і навчання
П'єр Маньоль народився у сім'ї аптекаря. Його батько, Клод, як і його дід Жан Маньоль, тримали аптеку. Мати П'єра походила з родини лікарів. Старший брат П'єра, Сезар Маньоль, успадкував сімейну аптеку, а П'єр, що був одним з молодших дітей, отримав велику свободу у виборі професії та вирішив стати лікарем. Він з юності цікавився натуральною історією та, особливо, ботанікою, що було досить звично для сина аптекаря та майбутнього лікара, оскільки в ті часи вивчення ботаніки та медицини були нероздільні. 19 травня 1655 року П'єр був зарахований на медичний факультет Університету Монпельє.
Монпельє — старовинне місто, і в ті часи воно вже було важливим комерційним та освітнім центром. Університет Монпельє був офіційно заснований у 1289 році (шляхом об'єднання кількох раніше існуючих міських училищ) та був першим університетом у Франції, в якому з'явився ботанічний сад, подарований університету у 1593 році королем Франції Генріхом IV для допомоги у вивченні медицини та фармакології. Медична школа університету притягувала до себе студентів з усієї Європи. Там навчалися багато знаменитих медиків та ботаніків: Франсуа Рабле (1493 (?) — 1553, більш відомий як письменник), Леонарт Фукс (1501—1566, один із батьків ботаніки), Гійом Ронделе (1507—1566), Карл Клузіус (1526—1609) та П'єр Ріше де Беллеваль (фр. Pierre Richer de Belleval, 1564 (?) — 1632). Завдяки університету Монпельє можна було по праву назвати однією зі столиць ботанічного світу. П'єр Маньоль здобув ступінь доктора медицини (M.D.) 11 січня 1659 року, після чого зайнявся вивченням ботаніки.

## Релігійні переконання
Монпельє був оплотом протестантизму, і Маньоль був вихований у традиції кальвінізму. У ті часи Римсько-католицька церква була офіційною церквою Франції, але згідно Нантського едикту (1598) протестантам офіційно була надана свобода віросповідання і дано право обіймати посади на державній службі. Едикт, однак, не міг викорінити релігійних переслідувань та дискримінації. Протягом свого життя Маньоль не раз стикався з відмовами при спробах отримати кафедру в Університеті Монпельє. Після того як Нантський едикт був відкликаний у 1685 році, Маньоль змушений був прийняти католицтво, що, втім, відкрило йому дорогу до просування по службі.

## Кар'єра
У грудні 1663 Маньоль отримав почесний титул brevet de medecine royal за посередництва Антуана Валло, впливового придворного медика. Про початок його кар'єри нічого не відомо, але можливим джерелом коштів для існування була медична практика.
З 1659 року він присвятив більшу частину часу ботаніці та здійснив низку поїздок по Ланґедоку, Провансу, Альпах та Піренеях. У 1664 році він намагався обійняти посаду демонстратора рослин у ботанічному саду Монпельє, але йому, як протестанту, було в ній відмовлено. Історія повторилася у 1667 році, коли він був найбільш підходящим кандидатом на посаду професора медицини, але знову отримав відмову.
Тим часом Маньоль опублікував флору околиць Монпельє та почав листуватися з багатьма видатними ботаніками, які високо оцінили його праці. Серед його кореспондентів були Джон Рей, Вільям Шерард та Джеймс Петівер (Англія), Пауль Герман та Петрус Готтон (Лейден), Ян Коммелін (Амстердам).
У 1687 році, після навернення до католицтва, Маньоля взяли в ботанічний сад Монпельє на посаду демонстратора рослин. У 1693 році, за рекомендацією Гі-Крессана Фагона (1638—1718), який у той час обіймав посаду придворного лікаря, та свого учня Жозефа Піттона де Турнефора (1656—1708), він отримав титул доктора королівського двору, а у 1694 році — кафедру професора медицини в Університеті Монпельє та, знову завдяки втручанню Фагона, — почесний диплом королівського професора. З 1696 року він три роки завідував ботанічним садом, після чого до кінця своїх днів отримав титул інспектора саду.
Маньоль був одним із членів-засновників Королівського наукового товариства у Монпельє (фр. Société Royale des Sciences de Montpellier) (1706) та займав у ньому одну з трьох позицій з ботаніки. У 1709 році він був викликаний в Париж для того, щоб зайняти місце у Академії наук, яке звільнилося після передчасної смерті одного з найкращих його учнів, Жозефа Піттона де Турнефора.
У Маньоля навчалися відомі ботаніки Жозеф Піттон де Турнефор та брати Антуан та Бернар де Жюссьє.

## Основні праці
- 1676, Botanicum Monspeliense, sive Plantarum circa Monspelium nascentium index. Lyon.
- 1686, Botanicum Monspeliense, sive Plantarum circa Monspelium nascentium index. Adduntur variarum plantarum descriptiones et icones. Cum appendice quae plantas de novo repertas continet et errata emendat. Montpellier.
- 1689, Prodromus historiae generalis plantarum, in quo familiae plantarum per tabulas disponuntur. Montpellier.
- 1697, Hortus regius Monspeliense, sive Catalogus plantarum quae in Horto Regio Monspeliensi demonstrantur. Montpellier.
- 1720, Novus caracter plantarum, in duo tractatus divisus: primus, de herbis & subfructibus, secundus, de fructibus & arboribus. Montpellier, посмертне видання, здійснене його сином, Антуаном Маньолем (Antoine Magnol, 1676—1759).

## Таксони, названі на його честь
У 1703 році Шарль Плюм'є присвоїв на честь Маньоля назву Magnolia роду деревних рослин з острова Мартиніка. Ця назва була використана Карлом Ліннеєм у першому виданні Species plantarum (1753) з посиланням на Плюм'є. На даний час, відповідно до вимог Міжнародного кодексу ботанічної номенклатури авторство цієї назви приписано Линнею, а датою публікації вважається 1753 рік.